# Síndrome do espelho

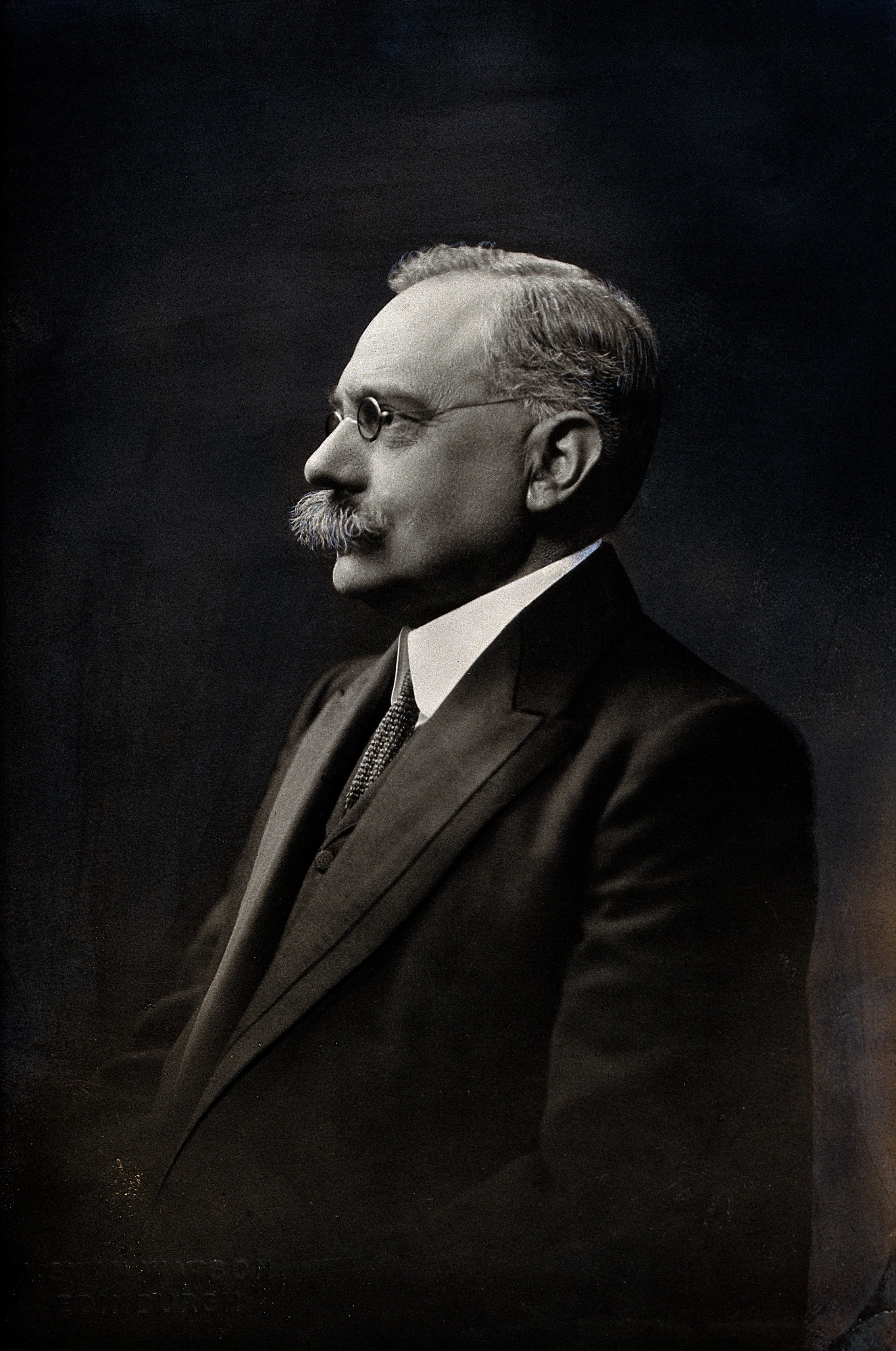
John William Ballantyne

Síndrome do espelho, também conhecido como triplo edema ou  síndrome de Ballantyne, é um tipo de pré-eclampsia, relacionada com problemas com o feto. Apresenta-se com edema, além de alta pressão arterial e proteína na urina típico de pré-eclampsia. Na maioria dos casos, o feto morre e resulta num aborto ou morte fetal, sem outros efeitos nocivos sobre a mãe.
O nome "síndrome do espelho" refere-se à semelhança entre o edema materno e a hidropisia fetal. Ela foi descrita pela primeira vez em 1892 por John William Ballantyne.

## Causas
Entre as causas estão problemas obstetrícios, incluindo desordens da isoimunização do Rh, infecções fetais, doenças metabólicas e malformações fetais.

## Sintomas
Os sintomas são: edema, albuminúria e pré-eclâmpsia. Os sintomas fetais estão relacionados com a retenção de fluidos; a hidropisia fetal sugere a presença de uma patologia fetal possivelmente letal.

## Diagnóstico
Embora o mecanismo exato do problema é desconhecido, vários autores sugerem níveis elevados de ácido úrico, anemia e baixo hematócrito sem hemólise como meios de diagnóstico.

## Tratamento
A cura definitiva para o problema consiste em resolver a causa subjacente, entre as causas referidas acima.